# Пролетарская улица (Кронштадт)
Пролета́рская улица — улица в Кронштадте. Соединяет Ленинградскую улицу с улицей Восстания параллельно улице Аммермана.
Нумерация домов осуществляется с севера на юг. Протяжённость магистрали — 480 метров.

## История
Известна с начала XVIII века как Галкина улица. В 1867 году на углу Богоявленской улицы (нынешняя Интернациональная) и Галкиной улицы отстраивают новое здание Богоявленской церкви, после чего Галкина улица получает название Церковной. В 1906 году улица была переименована в честь наследника дома Романовых царевича Алексея (Алексеевская). 2 ноября 1918 года улица получила своё нынешнее название — Пролетарская.
Согласно справочнику «Петербургская топонимика» Пролетарская улица была основана в XVIII веке как Церковная, Галкиной стала называться в XIX веке, а переименована в Алексеевскую только в 1910 году, однако в «Справочной книге» 1916 года указывается, что имя царского наследника улица получила в год его рождения — 1904.

## География
Пролетарская улица проложена между улицами Мануильского и Аммермана и соединяет Ленинградскую улицу с улицей Восстания. Фактически состоит из двух проезжих частей, разделённых на две равные части (около 240 метров каждая) жилым зданием, зарегистрированным по адресу: Интернациональная улица, дом 6А.

## Здания, сооружения, организации
- Дом 17А — СБРФ, Приморское отделение, филиал 2003/0244;
- Дома 21—23 — Управление Пенсионного фонда РФ в Кронштадтском районе[5];
- Дом 30 — здание Кронштадтской Морской общины сестер милосердия, построено в 1915 году по проекту архитектора В. М. Лопатина. Руинировано. Является объектом культурного наследия регионального значения.  Объект культурного наследия № 7801947000№ 7801947000

Вопреки существующему заблуждению, адмирал М. Н. Лазарев никогда не жил в доме с современным адресом Пролетарская улица, дом 30 (о чём говорит памятная доска, установленная на фасаде здания): его усадьба стояла на месте этого строения.

## Транспорт
На пересечении с Ленинградской улицей:
- Автобусы: № 1Кр, 2Кр, 3Кр[7].

## Пересечения
С севера на юг:
- улица Восстания
- Интернациональная улица
- Лазаревский переулок
- Ленинградская улица